# Den Internationale Højskole
Den Internationale Højskole (engelsk: International People's College) er en folkehøjskole i Helsingør. Skolen har fokus på globalt medborgerskab og interkulturel forståelse. Der er normalt omkring 100 elever på skolen af gangen fra mange forskellige nationaliteter.
Højskolen har hold i både efteråret og foråret samt engelsk- og danskkurser i sommerferien.

## Historie
Den Internationale Højskole blev grundlagt af Peter Manniche i 1921 efter 1. verdenskrig som et fredsprojekt. Skolen har været placeret i Helsingør i hele sin hundredeårige historie med undtagelse af 1943, hvor tyske soldater under besættelsen brugte skolen som barak. I 2022 fejrede skolen 100-års jubilæum. 